# "Salad Days" di Sam Peckinpah
"Salad Days" di Sam Peckinpah (Sam Peckinpah's "Salad Days") è uno sketch del Monty Python's Flying Circus trasmesso nel settimo episodio della terza serie nel 1973.
Lo sketch mette in satira due cose: il gentile musical Salad Days e il controverso lavoro del regista Sam Peckinpah e le sue esagerate scene di violenza nei suoi film.

## Lo sketch
Lo sketch inizia con il critico cinematografico Philip Jenkinson (Eric Idle) che elogia la predilezione di Peckinpah per "la violenza nella sua forma più austera" (mentre lo dice si mette a sniffare, malgrado le insistenti richieste di smettere dallo schermo). Poi la scena cambia con una scena dell'ultimo capolavoro di Peckinpah: una rielaborazione del musical Salad Days.
La scena si svolge in un parco dove un gruppo di giovani ben vestiti dell'alta società sono riuniti intorno a un pianoforte dove uno dei giovani (John Cleese)  sta suonando. Arriva un altro giovane (Michael Palin), entusiasta, che chiede al gruppo se vogliono fare una partita a tennis. Il gruppo risponde di sì e uno di loro (Graham Chapman) gli lancia la pallina, ma il giovane si distrae e la pallina gli finisce in faccia, rompendogli il naso (da quest'ultimo esce molto sangue). Il giovane, non riuscendo a vedere nulla a causa del sangue che gli copriva la faccia, lancia la sua racchetta, il quale trafigge lo stomaco di una ragazza del gruppo (Carol Cleveland), al quale, col sangue che le esce dalla pancia, sviene e, involontariamente, strappa il braccio di uno dei ragazzi del gruppo (Eric Idle). Quest'ultimo, tutto insanguinato, barcolla intorno al pianoforte, chiudendo involontariamente il coperchio della tastiera del pianoforte, mozzando le mani del pianista. Il pianoforte, poi, cade e schiaccia le persone rimanenti del gruppo e, non si sa come, la tastiera del pianoforte trafigge la pancia del giovane che aveva lanciato la pallina e quest'ultimo, dopo essersi girato decapitando la testa di una ragazza del gruppo a causa della tastiera conficcata nella pancia, muore. Alla fine quello che rimane del gruppo di giovani è solo un cumulo di cadaveri grondanti di sangue.
Lo sketch finisce con il critico Jenkinson che, dopo aver sniffato per l'ennesima volta, viene ucciso a colpi di mitragliatrice.
Dopo le scuse fatte da Cleese per le troppe scene di violenza, segue lo sketch Le notizie con Richard Baker.

## Reazioni
Nel libro di Robert Hewison, Monty Python - The Case Against, contiene citazioni da un visualizzatore della BBC in risposta dello sketch, e naturalmente c'erano delle proteste riguardo allo sketch, il quale era considerato "orribile" e "macabro".
"Weird Al" Yankovic citò questo sketch nel video della canzone You Don't Love Me Anymore, dove a un pianista (Robert Goulet) gli vengono mozzate le mani dal coperchio del pianoforte e un arco di violoncello gli finisce nell'occhio.